# Боріс Вальєхо
Бо́ріс Вальє́хо (ісп. Boris Vallejo; нар. 8 січня 1941, Ліма, Перу) — американський художник перуанського походження. За англомовною традицією його прізвище пишуть і як Валеджо, Валеджио.
Працює майже виключно в жанрах фентезі, еротики та їхнього поєднання; автор обкладинок численних фентезійних та науково-фантастичних книг, комп'ютерних ігор, календарів тощо. Основні теми ілюстрацій і картин Вальєхо — пригоди героїв та богів, чаклунство, стосунки фантастичних чоловіків і жінок та подібне.

## Біографія
Народився в місті Ліма, столиці Перу. У 1964 емігрував до США.
Малював в дитинстві, свою першу світлину зробив у віці 16 років. Закінчив Національну школу мистецтв.
Після еміграції у США, працював художником обкладинок книг і часописів, щорічних календарів, спеціалізованих на темах фантастики, пригод, еротики. Займається плакатом. Іноді пише портрети в стилістиці добропорядної буржуазності.

## Родина
Був двічі одружений. Від першого шлюбу — двоє дітей. Вдруге узяв шлюб з Джулі Белл, художницею і співавтором його робіт. Мешкає з родиною в штаті Пенсільванія.

## Загальна характеристика творчості
Праця в галузі створення обкладинок часописів і коміксів, щорічних календарів виявила схильність художника до еротизму, зображення оголеного людського тіла (жіночого і чоловічого). Віртуозне за формою, але неглибоке за змістом мистецтво Вальєхо має як своїх прихильників, так і справедливих критиків. Розперізані волосся, ажурні лицарські обладунки і небезпечна оголеність добрі для інтимних маскарадів в нічних клубах чи приватних оселях, але ніяк не підходять до бойових дій з варварами, демонами, драконами. Вони не стільки захищають від ударів, скільки підкреслюють тендітність дівчат, їх сексуальну привабливість, як і привабливість лицарів. Еротизм і сцени взаємних пестощів персонажів добре кладуться на обкладинки музичних дисків з любовною тематикою. Тому Вальєхо та Луїс Ройо були авторами обкладинок до дисків з поп-музикою 20 ст. «Romantic Collection», тобто тематикою кохання.